# Władysław Smrokowski
Władysław Smrokowski (ur. 25 października 1909 w Krakowie, zm. 2 stycznia 1965 w Chicago) – major piechoty Wojska Polskiego, pośmiertnie awansowany na podpułkownika, podczas II wojny światowej dowódca 1 samodzielnej kompanii komandosów i 2 batalionu komandosów zmotoryzowanych.

## Początki służby
Władysław Smrokowski maturę zdał w 1928 w krakowskim IV Gimnazjum Państwowym im. Henryka Sienkiewicza. W tym samym roku rozpoczął studia na Uniwersytecie Jagiellońskim. Rok później przerwał studia i wstąpił do Szkoły Podchorążych Piechoty w Ostrowi Mazowieckiej-Komorowie.
Po ukończeniu szkoły w 1932 r. awansował do stopnia podporucznika i został przydzielony do 3 pułku Strzelców Podhalańskich. W 1935 r. wyróżniono go za służbę i przeniesiono na stanowisko instruktora Szkoły Podchorążych Rezerwy w Cieszynie istniejącej przy 4 pułku Strzelców Podhalańskich, gdzie szkolił przyszłych oficerów 21 Dywizji Piechoty Górskiej jako instruktor, a następnie został zastępcą komendanta Szkoły.

## Kampania wrześniowa
We wrześniu 1939, w stopniu porucznika, dowodził 8 kompanią strzelecką III batalionu 4 pspodh. (według innych źródeł 3 kompanią ckm tego pułku). Dowodząc swoim pododdziałem uczestniczył w walkach wojny obronnej 1939 r. prowadzonych przez pułk. Wyróżnił się m.in. podczas zdobywania mostów i brodów na rzece Dunajec w pobliżu miejscowości Biskupice Radłowskie.
Stojąc na czele dwóch kompanii brał udział 25 września w bitwie pod Koziejówką, w której zginął gen. Józef Kustroń. Po tej bitwie, żołnierze pułku rozdzielili się na mniejsze grupy. Prowadząc jedną z tych grup, por. W. Smrokowski przekroczył 26 września granicę polsko-węgierską. Dowódca 4 pspodh. za dzielność i wspaniałe zachowanie się podał go do odznaczenia orderem Virtuti Militari, ale wniosek nie dotarł do odpowiednich władz.
Z obozu internowanych na Węgrzech por. W. Smrokowski przedostał się przez Jugosławię i Włochy do Francji.

## Kampania francuska
3 maja 1940 roku został awansowany do stopnia kapitana. W czasie kampanii francuskiej służył w dowództwie 3 pułku Grenadierów Śląskich. Przeszedł cały jej szlak bojowy.
Po kapitulacji armii francuskiej przedarł się wraz grupą żołnierzy 1 DGren. do południowej, nie okupowanej, strefy Francji. Podczas przekraczania granicy pomiędzy strefami został postrzelony w nogę. Z pomocą żołnierzy dotarł do Lyonu, gdzie został wyleczony. Następnie przez Hiszpanię i Portugalię dotarł do Wielkiej Brytanii.
Za udział w kampanii francuskiej został na wniosek generała Bronisława Ducha odznaczony Krzyżem Srebrnym Orderu Virtuti Militari. Otrzymał także francuski Croix de Guerre.
16 marca 1941 roku ubył z 19 batalionu kadrowego strzelców do dyspozycji II generała do zleceń Naczelnego Wodza.
Następnie wyjechał wraz z Polską Misją Werbunkową gen. B. Ducha do USA, gdzie był dowódcą Stacji Zbiorczej. Wrócił do Szkocji w poł. czerwca 1942 r. i objął dowództwo 4 kompanii w 2 batalionie strzelców „Kratkowane Lwiątka”, stacjonującym w Cupar w hrabstwie Fife.

## Kampania włoska 1943–1945
W tym czasie Najwyższe Dowództwo Alianckie podjęło decyzję sformowania batalionów komandosów. W sierpniu 1942 r. kpt. W. Smrokowski został dowódcą polskiej 1 samodzielnej kompanii komandosów. Po szkoleniu odbytym w październiku i listopadzie 1943 r. w Algierii, Kompania 1 grudnia została przerzucona do Tarentu w południowych Włoszech. Po przybyciu do Włoch Kompanię przydzielono do brytyjskich oddziałów Commando, operujących w tym kraju. 13 grudnia 1943 r. kpt. W. Smrokowski osobiście dowodził pierwszym patrolem we Włoszech.
1 marca 1944 r. został awansowany do stopnia majora. Po przydzieleniu Kompanii do 2 Korpusu Polskiego objął dowodzenie zgrupowania Commando (składającego się z 1 Samodzielnej Kompanii Komandosów i szwadronu szturmowego 15 pułku Ułanów Poznańskich), z którym walczył podczas bitwy o Monte Cassino. W bitwie o Ankonę dowodził drugim Zgrupowaniem Commando (składające się z 1 Samodzielnej Kompanii Komandosów i 111. Kompanii Ochrony Mostów). 31 lipca 1944 r. został w Ankonie udekorowany przez Naczelnego Wodza gen. Kazimierza Sosnkowskiego Krzyżem Złotym Orderu Virtuti Militari. Następnie został dowódcą 2 batalionu komandosów zmotoryzowanych, który powstał z przeorganizowania 1 samodzielnej kompanii komandosów i stanowił batalion zmotoryzowany 2 Brygady Pancernej. Na jego czele uczestniczył w kwietniu 1945 r. w bitwie o Bolonię.

## Demobilizacja i powrót do cywila
Po zakończeniu wojny i demobilizacji mjr W. Smrokowski pracował w fabryce tekstylnej w Bradford. Na emigracji ożenił się. W Wielkiej Brytanii urodził się jego syn Adam. W 1951 r. wyjechał do USA. Osiedlił się w Chicago, gdzie pracował w hucie żelaza. W USA urodziły się jego dwie córki Anna i Ewa.
Zmarł 2 stycznia 1965 r. na zawał serca. Został pochowany na cmentarzu Maryhill w Chicago. Pośmiertnie awansowano go do stopnia podpułkownika.

## Ordery i odznaczenia
- Krzyż Złoty Orderu Virtuti Militari (31 lipca 1944)
- Krzyż Srebrny Orderu Virtuti Militari
- Krzyż Walecznych
- Krzyż Wojenny (Francja)
- Krzyż Wojskowy (Wielka Brytania)